# Рогачев (Волгоградская область)
Рогачёв (Рогачев) —  хутор  в Новоаннинском районе Волгоградской области России. Входит в состав Черкесовского сельского поселения. Население 92 человек (2010).

## География
Расположен в  северо-западной части области, в лесостепи, в пределах Хопёрско-Бузулукской равнины, являющейся южным окончанием Окско-Донской низменности, на р. Паника.
Уличная сеть состоит не развита.
Абсолютная высота 93  метра над уровнем моря.

## Население
| 2010 |
| ---- |
| 92   |

Гендерный состав
По данным Всероссийской переписи населения 2010 года в гендерной структуре населения из 92  человек мужчин — 49, женщин —  43(53,3 и 46,7 % соответственно).
Национальный состав
Согласно результатам переписи 2002 года, в национальной структуре населения
русские составляли 90 % из общей численности населения в  185 человек.

## Инфраструктура
Развитое сельское хозяйство. Личное подсобное хозяйство.
Ведется газификация хутора. Внутрипоселковый газопровод, автономная встроенная газовая котельная здания сельского клуба включены в областную целевую программу «Газификация Волгоградской области на 2013—2017 годы».

## Транспорт
Просёлочные дороги. 